# John Ericsson (konstnär)

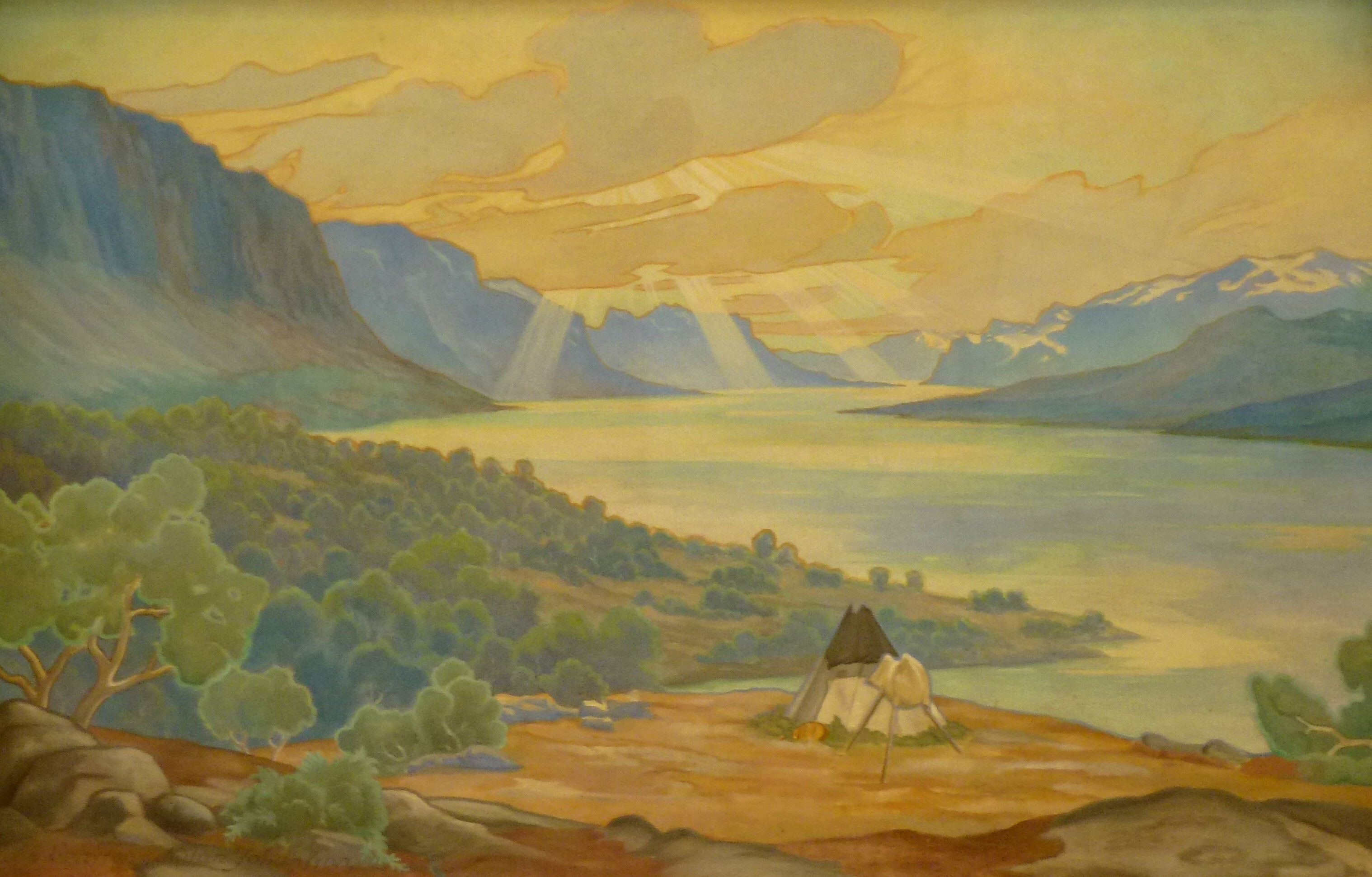
Saltoluokta mot Stora Sjöfallet, målning i Stockholms centralstation.

Johan "John" Fredrik Ericsson, född 12 juni 1877 i Norrsunda församling, död 12 november 1951 i Johannes församling, Stockholm, var en svensk scenograf och dekorationsmålare.
John Ericsson var son till skomakaren Fredrik Ericsson. Han var från 1891 elev hos dekorationsmålaren Carl Grabow, och företog 1899–1900 en utländsk studieresa under vilken han bland annat arbetade vid ateljéerna vid hovoperan i Wien och hovteatern i München. Efter att ha återvänt till Sverige blev han först biträde åt Grabow och 1910–1937 var han anställd vid Dramatiska teatern. 1910 och 1930 företog han utländska studieresor, Ericsson var 1923–1928 sekreterare i konstnärsklubben. Han utförde dekorationer till en stor mängd teaterpjäser, bland andra Titus, Maria Stuart i Skottland, Erik XIV, Jefta, Elektra, Hamlet, Berg-Eyvind och hans hustru, Det gamla spelet om Envar, Perseus och vidundret, Köpmannen i Venedig, Turandot, Som ni behagar, Älska, Santa Johanna, Misantropen och Kung Lear. Bland andra teaterdekorationer märks bland annat Kritcirkeln. 

Kända för hundratusentals resenärer är även hans målningar med landskapsmotiv på den östra väggen i Centralhallen i Stockholms centralstation, vilka han utförde tillsammans med Natan Johansson.

## Teater

### Scenografi
| År   | Produktion                                                      | Upphovsmän                               | Regi                    | Teater                  | Noter      |
| ---- | --------------------------------------------------------------- | ---------------------------------------- | ----------------------- | ----------------------- | ---------- |
| 1912 | Mostellaria                                                     | Plautus Översättning Vilhelm Lundström   | Oscar Lindskog          | Intima teatern          | Scenografi |
| 1915 | Gustaf Adolf                                                    | A Hackenberg                             | Ivan Hedqvist           | Skansens friluftsteater | Scenografi |
| 1921 | Svenskt folk                                                    | Ivar Thor Thunberg                       | Gustaf Linden           | Dramaten                | Scenografi |
| 1921 | Dödsdansen                                                      | August Strindberg                        | Gustaf Linden           | Dramaten                | Scenografi |
| 1922 | Peter Peter Ingeborg                                            | Curt Goetz                               | Karl Hedberg            | Dramaten                | Scenografi |
| 1922 | Riddar Blåskäggs åttonde hustru La huitième femme de Barbe-Bleu | Alfred Savoir                            | Olof Molander           | Dramaten                | Scenografi |
| 1922 | Scàmpolo                                                        | Dario Niccodemi                          | Gustaf Linden           | Dramaten                | Scenografi |
| 1922 | Herr Sleeman kommer                                             | Hjalmar Bergman                          | Olof Molander           | Dramaten                | Scenografi |
| 1922 | Storfursten Le Grand Duc                                        | Sacha Guitry                             | Olof Molander           | Dramaten                | Scenografi |
| 1923 | Vägen till Dover The Dover Road                                 | A.A. Milne                               | Karl Hedberg            | Dramaten                | Scenografi |
| 1923 | Schopenhauer                                                    | Mikael Lybeck                            | Olof Molander           | Dramaten                | Scenografi |
| 1927 | Kritcirkeln Der Kreidekreis                                     | Klabund                                  | Gustaf Linden           | Dramaten                | Scenografi |
| 1931 | Mozart                                                          | Sacha Guitry Översättning Guido Valentin | Ragnar Hyltén-Cavallius | Oscarsteatern           | Scenografi |